# Nadační fond Kolečko
Nadační fond Kolečko je nadační fond, založený v roce 2004. Fond finančně a materiálně podporuje Centra dětské traumatologie a realizuje programy prevence úrazů dětí, zejména v silničním provozu.

## Historie a činnost
Fond vznikl v roce 2004, kdy ho založil fotograf a publicista Tomáš Beran jako reakci na jím zaviněnou dopravní nehodu, při které zemřeli dva lidé. Nadační fond Kolečko je členem asociace nadačních fondů Fórum dárců a Evropské charty bezpečnosti silničního provozu. Předsedkyní správní rady NF Kolečko je herečka Linda Rybová. Místopředsedou správní rady je emeritní přednosta Kliniky dětské chirurgie a traumatologie 3. lékařské fakulty UK a Fakultní Thomayerovy nemocnice prof. MUDr. Petr Havránek, CSc., specialista na léčbu vážných dětských zranění.  Ćlenem správní rady je také přednosta této kliniky doc. MUDr. Tomáš Pešl, Ph.D.
Nadační fond Kolečko pomáhá výhradně osmi centrům dětské traumatologie ve městech Praha (Thomayerova fakultní nemocnice, Fakultní nemocnice v Motole), Plzeň (Fakultní nemocnice Plzeň), Ústí nad Labem (Masarykova nemocnice Ústí nad Labem), Hradec Králové (Fakultní nemocnice Hradec Králové), České Budějovice (Nemocnice České Budějovice), Brno (Fakultní nemocnice Brno) a Ostrava (Fakultní nemocnice Ostrava).
Od roku 2004 do roku 2021 poskytl NF Kolečko dětským traumacentrům finanční prostředky a vybavení v celkové hodnotě přes 12 milionů Kč.